# Dobrá Voda u Křižanova
Dobrá Voda (deutsch Gutwasser) ist eine Gemeinde in Tschechien. Sie liegt sechs Kilometer nordöstlich von Velké Meziříčí und gehört zum Okres Žďár nad Sázavou.

## Geographie
Dobrá Voda befindet sich in der zur Böhmisch-Mährischen Höhe gehörigen Křižanovská vrchovina (Krischanauer Bergland). Nördlich des Dorfes erhebt sich der Šebeň (Scheben, 626 m) im gleichnamigen Waldgebiet Šebeň (Schebenwald). In dem Waldgebiet entspringt der Mastník, nordöstlich des Dorfes liegt die Quelle der Libochovka. Im Nordwesten liegt der Špimberk (589 m). Östlich führt die Eisenbahnstrecke von Brno und Velké Meziříčí nach Žďár nad Sázavou vorbei.
Nachbarorte sind Radenice im Norden, Jívoví im Nordosten, Křižanov und Kozlov im Südosten, Martinice und Nové Dvory im Südwesten, Vídeň im Westen sowie Cyrilov im Nordwesten. Nördlich liegt die Wüstung Urbanice.

## Geschichte
Das Dorf entstand in der ersten Hälfte des 13. Jahrhunderts im Zuge der Besiedlung der Urwälder im böhmisch-mährischen Grenzgebiet unter Přibyslav von Křižanov. Erstmals urkundlich erwähnt wurde Dobrá Voda 1252 im Zuge der Stiftung des Zisterzienserklosters Marienborn in Saar durch Boček von Jaroslavice und Zbraslav und dessen Frau Euphemia. Zusammen mit Jámy und Saar gehörte der Hof zum Gründungsbesitz des Klosters. Die Zisterzienser setzten auf dem klösterlichen Hof Dobrá Voda einen Richter ein. Nachdem das Kloster 1422 von den Hussiten unter Diviš Bořek von Miletín und Viktorin von Podiebrad gebrandschatzt worden war, gelangte das Dorf Dobrá Voda an weltliche Herren. Dies war zunächst Jan d. J. von Křižanov und Meziříčí aus dem Geschlecht der Lomnitzer. 1466 ließ Georg von Podiebrad zusammen mit seinem Sohn Viktorin das zerstörte Kloster erneuern und Dobrá Voda wurde dem Kloster zurückübertragen. Der Hof wurde in der zweiten Hälfte des 15. Jahrhunderts an Jan Dobrovodský verpachtet. 1469 wurde Dobrá Voda von den Truppen des Ungarnkönigs Matthias Corvinus niedergebrannt.
Gepfarrt war Dobrá Voda nach Krisans. Unter den Herren von Pernstein verlor der Johanniterorden 1483 das Kirchpatronat und es wurde ein utraquistischer Pfarrer eingesetzt. 1485 schloss das Kloster mit Vratislav d. Ä. von Pernstein auf Krisans einen Kontrakt, der ihm gegen die Weiterleitung der Abgaben an das Kloster die Gerichtsbarkeit in Dobrá Voda übertrug. 1529 verkaufte der Saarer Abt Ambrosius den Hof Gutwasser mit der Gerichtsbarkeit erblich an Burian von Český Ostrov.
Das Kloster verpachte das Dorf mehrmals. 1600 erhielt es Jiří Vídeňský von Český Ostrov. Nachdem das Kloster 1601 zum zweiten Male erlosch, kaufte Kardinal Franz Xaver von Dietrichstein Dobrá Voda. Er verpachtete 1607 Dobrá Voda an Dorothea Maria Staud von Hammersdorf.
Nachdem 1624 der lutherische Pfarrer aus Krisans vertrieben worden war, setzte auch in Dobrá Voda die Gegenreformation ein. Während dieser Zeit erneuerte 1639 der Abt Johann Greifenfels von Pilsenburg das Kloster Saar und kaufte Gutwasser von den Erben des verstorbenen Bischofs Dietrichstein zurück. Zugleich erwarb er auch den Hof. 1649 verkaufte das Kloster aus finanziellen Nöten Gutwasser gegen eine Ablöse an Franz Maximilian Ritter von Staud. Dieser kaufte noch den Freihof von Štěpán Houf hinzu und begründete damit die Herrschaft Gutwasser. Zu ihr gehörten neben dem Schlösschen auch eine Brauerei, eine Schäferei und größere Gärten. Franziska von Staud verkaufte die Herrschaft an Sigmund Ferdinand Želecký Ritter von Potschenitz, der der letzte Erbherr von Gutwasser war. Er verkaufte 1678 die 32 untertänige Häuser umfassende Herrschaft, zu der neben Gutwasser auch Teile von Horní Bory und Radenice gehörten, an Eleonore Gräfin von Oppersdorff auf Krisans. Damit wurde Gutwasser an die Herrschaft Krisans angeschlossen.
Nachfolgende Besitzer waren die Grafen von Kaunitz, ab 1710 Georg Wenzel Ritter von Schwalbenfeld und dessen Sohn Johann. Dieser verkaufte 1727 die Herrschaft an das Kloster Saar. Im Zuge der Josephinischen Reformen wurde das Kloster 1784 aufgelöst und Gutwasser fiel dem Religionsfonds zu. Der Hof wurde parzelliert und an Familianten aufgeteilt. Zum Bau der Häuser wurden der Herrensitz und die Schäferei abgetragen und als Baumaterialien verwendet.
Nach der Aufhebung der Patrimonialherrschaften bildete Dobrá Voda/Gutwasser ab 1850 eine politische Gemeinde im Bezirk Velké Meziříčí. 1890 bestand das Dorf aus 94 Häusern und hatte 493 Einwohner. 1910 lebten in Dobrá Voda 512 Menschen. 1951 erfolgte der Abbruch der letzten erhaltenen Reste des Hofes. Mit Beginn des Jahres 1961 wurde der Okres Velké Meziříčí aufgelöst und die Gemeinde dem Okres Žďár nad Sázavou zugeordnet. Im Jahre 1980 erfolgte die Eingemeindung nach Křižanov, seit 1990 besteht die Gemeinde wieder.

## Ortsgliederung
Für die Gemeinde Dobrá Voda sind keine Ortsteile ausgewiesen.

## Sehenswürdigkeiten

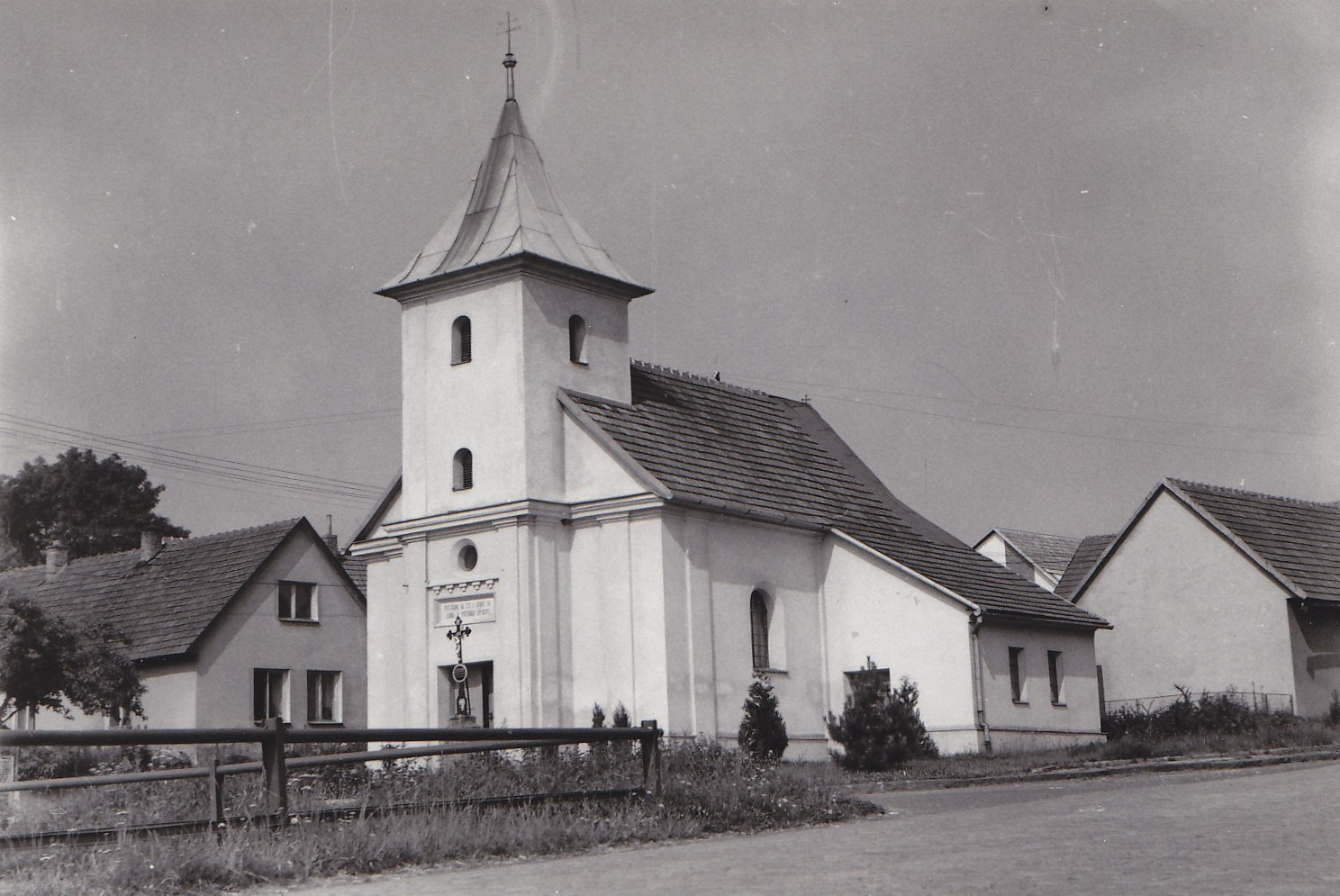
Kapelle St. Kyrill und Method

- Naturschutzgebiet Šebeň (Schebenwald) mit Waldameisenpopulation
- Kapelle St. Kyrill und Method, errichtet 1877, anstelle eines Glockenturmes. Die Weihe erfolgte im Jahre 1879.
- Naturschutzgebiet Dobrá Voda, mehrere Feuchtwiesen im Tiefen Grund am Bach Mastník, nordwestlich des Dorfes